# Umělec jednoho hitu
Umělec jednoho hitu (anglicky one-hit wonder) je interpret, který v hitparádách „zazáří“ pouze jednou, případně od kterého je známý pouze jediný hit. Hity jsou zpravidla novinky, které si lidé oblíbili díky nějakému kulturnímu trendu. Jedním ze známých případů je hit Diana od Paula Anky nebo Disco Duck (1975) od Rick Deesese, která skončila na #1 příčce hitparády Billboard. 
Mezi nejznámější jednohitové počiny se řadí tyto skladby:

## 60. léta 20. století
- Little Eva – „The Loco-Motion“ (1962)
- Peggy March – „I Will Follow Him“ (1963)
- Petula Clark – „Downtown“ (1964)
- The Foundations – „Build Me Up Buttercup“ (1968)
- The Archies – „Sugar, Sugar“ (1969)
- Shocking Blue – „Venus“ (1969)
- Zager and Evans – „In the Year 2525“ (1969)
- Jane Birkin a Serge Gainsbourg – „Je t'aime... moi non plus“ (1969)

## 70. léta 20. století
- Carl Douglas – „Kung Fu Fighting“ (1974)
- John Miles – „Music“ (1976)
- The Trammps – „Disco Inferno“ (1976)
- Wild Cherry – „Play That Funky Music“ (1976)
- Baccara – „Yes Sir, I Can Boogie“ (1977)
- Ram Jam – „Black Betty“ (1977)
- The Buggles – „Video Killed the Radio Star“ (1979)
- Amii Stewart – „Knock On Wood“ (1979)
- Anita Ward – „Ring My Bell“ (1979)
- The Knack – „My Sharona“ (1979)

## 80. léta 20. století
- Joy Division – „Love Will Tear Us Apart“ (1980)
- Lipps Inc. – „Funkytown“ (1980)
- The Vapors – „Turning Japanese“ (1980)
- Visage – „Fade to Grey“ (1980)
- Soft Cell – „Tainted Love“ (1981)
- Boys Town Gang – „Can't Take My Eyes Off You“ (1981)
- Toni Basil – „Mickey“ (1982)
- F. R. David – „Words“ (1982)
- Men Without Hats – „The Safety Dance“ (1982)
- Dexys Midnight Runners – „Come on Eileen“ (1982)
- Trio — „Da, da, da“ (1982)
- The Weather Girls – „It's Raining Men“ (1982)
- Nena – „99 Luftballons“ (1983)
- Michael Sembello – „Maniac“ (1983)
- Raggio Di Luna (Moon Ray) – „Comanchero“ (1984)
- Rockwell – „Somebody's Watching Me“ (1983)
- Double – „The Captain of Her Heart“ (1985)
- Mental As Anything – „Live It Up“ (1985)
- Opus – „Live is Life“ (1985)
- Samantha Fox – „Touch Me“ (1986)
- Black — „Wonderful Life?“ (1987)
- Taylor Dayne — „Tell It To My Heart“ (1987)
- Los Lobos — „La Bamba“ (1987)
- Patrick Swayze — „She's Like the Wind“ (1987)
- Danny Wilson — „Mary's Prayer“ (1987)
- Ofra Haza — „Im Nin'alu“ (1988)
- Bobby McFerrin — „Don't Worry Be Happy“ (1988)
- Kaoma — „Lambada“ (1989)
- Alannah Myles — „Black Velvet“ (1989)

## 90. léta 20. století
- The Las — „There She Goes“ (1990)
- Maria McKee — „Show Me Heaven“ (1990)
- Vanilla Ice — „Ice Ice Baby“ (1990)
- Chesney Hawkes – „The One And Only“ (1991)
- Marc Cohn – „Walking in Memphis“ (1991)
- Right Said Fred – „I'm Too Sexy“ (1991)
- Ten Sharp – „You“ (1991)
- Charles & Eddie – „Would I Lie To You?“ (1992)
- Tasmin Archer – „Sleeping Satellite“ (1992)
- Blind Melon — „No Rain“ (1993)
- 4 Non Blondes – „What's Up“ (1993)
- The Connels – „'74-'75“ (1993)
- Doop — „Doop“ (1994)
- Lisa Loeb & Nine Stories — „Stay (I Missed You)“ (1994)
- Adiemus – „Adiemus“ (1995)
- Deep Blue Something — „Breakfast At Tiffany's“ (1995)
- Fool's Garden – „Lemon Tree“ (1995)
- Los del Rio — „Macarena“ (1996)
- Donna Lewis — „I Love You Always Forever“ (1996)
- OMC — „How Bizarre“ (1996)
- Babylon Zoo — „Spaceman“ (1996)
- Wes — „Alane“ (1996)
- Anggun — „Snow on Sahara“ (1997)
- Bell, Book & Candle — „Rescue Me“ (1997)
- Bob Carlisle – „Butterfly Kisses“ (1997)
- Chumbawamba – „Tubthumping“ (1997)
- Marcy Playground – „Sex & Candy“ (1997)
- Meredith Brooks – „Bitch“ (1997)
- White Town – „Your Woman“ (1997)
- Liquido – „Narcotic“ (1998)
- New Radicals – „You Get What You Give“ (1998)
- Lou Bega – „Mambo No.5“ (1999)
- Mr. Oizo – „Flat Beat“ (1999)

## nultá léta 21. století
- Baha Men – „Who Let the Dogs Out?“ (2000)
- Afroman – „Because I Got High“ (2001)
- Jimmy Eat World – „The Middle“ (2001)
- Junior Senior – „Move Your Feet“ (2001)
- Las Ketchup – „The Ketchup Song“ (2002)
- Gary Jules – „Mad World“ (2003)
- Kurt Nilsen – „She's So High“ (2003)
- Daniel Powter – „Bad Day“ (2005)
- OK Go – „Here It Goes Again“ (2006)
- Peter Bjorn and John – „Young Folks“ (2006)
- Aly & AJ – „Potential Breakup Song“ (2007)

## 10. léta 21. století
- Duck Sauce – „Barbra Streisand“ (2010)
- Foster the People – „Pumped Up Kicks“ (2010)
- Yolanda Be Cool & DCUP – „We No Speak Americano“ (2010)
- Michel Teló – „Ai Se Eu Te Pego“ (2011)
- Capital Cities – „Safe and Sound“ (2011)
- Icona Pop – „I Love It“ (2012)
- Passenger – „Let Her Go“ (2012)
- Gotye a Kimbra – „Somebody That I Used to Know“ (2012)
- American Authors – „Best Day of My Life“ (2013)
- Ylvis – „The Fox (What Does The Fox Say?)“ (2013)
- Bobby Schmurda – „Hot N*gga“ (2014)
- MAGIC! – „Rude“ (2014)
- Kiesza – „Hideaway“ (2014)
- Silentó – „Watch Me (Whip/Nae Nae)“ (2015)
- LunchMoney Lewis – „Bills“ (2015)
- Zay Hilfigerrr – „Juju On That Beat“ (2016)

## Československé one-hit wondery
Z československých hitů lze zmínit např.:
- Pavel Dydovič — „Bláznova ukolébavka“ (1970)
- Rony Marton — „Hastrmane tatrmane, melou“ (1973)
- Josef Melen — „Né, pětku né“ (1984)
- ZOO — „Čas sluhů“ (1991)
- Burma Jones — „Samba v kapkách deště“ (1993)
- Premier — „Hrobař“ (1994)
- Ibrahim Maiga — „Čierna Bača“  (1996)
- Sexy Dancers — „Slim Jim“  (1998)
- Emily & Justice — „Cítim vôňu lesa (Borovička)“ (2016)